# Dawn Sears
Dawn Sears (* 7. Dezember 1961 in East Grand Forks, Minnesota als Dawn Marie Skari; † 11. Dezember 2014 in Gallatin, Tennessee) war eine US-amerikanische Country-Sängerin und Songwriterin. Vor allem ab der frühen 1990er Jahre galt sie als eine fixe Größe in der US-Country-Musikszene, obwohl sie selbst nie wirklich in den Billboard Country Songs Fuß fassen konnte. Ab dieser Zeit kam sie jedoch an der Seite von anderen Größen wie Tracy Byrd, Vince Gill, Patty Loveless oder den The Time Jumpers, wo sie an der Seite ihres Ehemanns Kenny Sears, eines Fiddlers, in Erscheinung trat, zu Engagements.

## Leben und Karriere
Dawn Skari wurde im Jahre 1961 in der Kleinstadt East Grand Forks im US-Bundesstaat Minnesota, rund 140 Kilometer vor der Grenze zu Kanada, geboren. Bereits als Kind begeisterte sie sich für die Country-Musik und hörte sich die klassischen Country-Musiksammlung ihrer Eltern an, wobei sie von Künstlern wie George Jones, Merle Haggard, Lefty Frizzell, Connie Smith oder Dolly Parton geprägt wurde. Im Alter von elf Jahren wurde ihr die erste Gitarre geschenkt; mit 14 Jahren nahm sie mit dem Lied Satin Sheets, mit dem Jeanne Pruett zwei Jahre zuvor landesweite Bekanntheit erlangte, an einem Talentwettbewerb in der VFW Hall in Grand Forks, North Dakota, teil. Dies war auch das erste Mal, dass sie vor einem größeren Publikum am Mikrofon stand. Am Ende ging Skari auch als Siegerin des Wettbewerbs hervor, obwohl sie zwischendurch unterbrach, da sie kurzzeitig von ihrem eigenen Stimmvolumen überwältigt war. Nach den Siegen bei weiteren Talent- und Gesangswettbewerben wurde Skari zu einer fixen Größe in der lokalen Clubszene von Minnesota. Noch bevor sie 18 Jahre alt war, verließ sie nach der gerade abgeschlossenen Schulausbildung und mit dem Einverständnis und der Unterstützung ihrer Eltern ihr Elternhaus, um landesweit aufzutreten. Mit ihrer eigenen Band, bei der sie als Frontfrau agierte, tourte Dawn Skari fortan durch den Westen und Mittleren Westen der USA. Nachdem sie bereits einige Jahre im Geschäft war traf sie 1986 in Las Vegas auf ihren späteren Ehemann Kenny Skari, dem sie ein Jahr später nach Nashville folgte, wo sie mit ihren Band auftrat und er an der Seite von Mel Tillis in Erscheinung trat. Sechs Monate nach diesem neuerlichen Aufeinandertreffen heirateten die beiden.
Ihren ersten Durchbruch hatte Dawn Sears in TNNs Nashville Now mit Ralph Emery. Nachdem sie eines Tages von Emery angerufen und gefragt wurde, ob sie bei seiner Morgenshow auftreten wollte, folgte nach insgesamt drei Auftritten in Nashville Now die Anfrage nach regelmäßigen Auftritten der jungen Sängerin in der Show. Durch diese regelmäßige Fernsehpräsenz kam sie 1991 auch zu ihrem ersten Vertrag bei einem Major-Label, wobei sie von der Warner Music Group unter Vertrag genommen wurde und noch im gleichen Jahr das Album What a Woman Wants to Hear herausbrachte. Das Album kam mit 15. Oktober 1991, durch Warner Bros. Records vertrieben, in den Handel, hatte aber daraufhin nur mäßigen Erfolg. Während sie ein Jahr zuvor bereits die Single San Antone herausgebracht hatte, die es zu keiner Platzierung in den US- und CAN-Country-Charts brachte, wurde noch im gleichen Jahr auch die erste Albumauskoppelung Till You Come Back to Me veröffentlicht, die ebenfalls keine Platzierung erreichte. 1991 folgte schließlich mit Good Goodbye aus der Feder von Paulette Carlson, Bob DiPiero und Pat McManus der erste Chart-Einstieg mit einem 77. Platz in den kanadischen Country-Charts. Während dieser Zeit verlor sie die Lust an der Country-Musik und wollte dieses Kapitel ihres Lebens beendeten und stattdessen ein College besuchen und Medizin studieren. Noch bevor sie die Chance hatte sich an einer Universität zu immatrikulieren, erhielt sie vom gerade aufstrebenden Vince Gill einen Anruf, der sie als Backup-Sängerin für seine Tour engagieren wollte. Zuvor hatte Gill bereits selbst als an den Background Vocals an einem von Sears Songs mitgewirkt. So kam es, dass Dawn Sears mit ihrer Stimme auf Gills nachfolgendem Album I Still Believe in You, dabei vor allem bei der Single Say Hello, als Backup vertreten war.
Dies war zugleich auch der erste Schritt in eine langjährige Freundschaft und Zusammenarbeit mit Vince Gill, der sie vor allem in der Anfangszeit auch mit anderen Musikgrößen in Verbindung brachte. Darunter fiel unter anderem auch eine zeitweilige Zusammenarbeit mit Reba McEntire. Im Jahre 1994 war sie auch an Tracy Byrds Debütalbum mit dem Titel Tracy Byrd beteiligt, wo sie als Byrds Duettpartnerin beim Song An Out of Control Raging Fire in Erscheinung trat. Ebenfalls in diesem Jahr wurde Dawn Sears von der MCA kontaktiert, die sie fortan unter Vertrag nahm. Nachdem sie sich bereits auf die Zusammenarbeit mit Tony Brown, der als Produzent bereits Vince Gill, Reba McEntire und George Strait vermarktete, vorbereitete, wurde sie jedoch bald darauf an Decca Records abgegeben, wo sie am Wiederaufbau des gefallenen ehemaligen Major-Labels mitarbeiten sollte. In diesem Jahr übernahm sie auch Backup-Arbeiten auf Patty Loveless Studioalbum When Fallen Angels Fly, brauchte aber nur eine Woche nach der Veröffentlichung von Loveless Album ihr zweites eigenes Studioalbum über Decca Records heraus. Aus dem Album Nothin′ but Good, das von Mark Wright produziert wurde, wurden in diesem Jahr auch noch zwei Singles ausgekoppelt. Während es Runaway Train, eventuell wegen des weltweiten Erfolgs von Soul Asylums gleichnamigen Song ein Jahr zuvor, mit einem 62. Platz in die US-amerikanischen und einem 71. Platz in die kanadischen Country-Charts schaffte, blieb die eigentlich Hauptsingle Nothin′ but Good ohne nennenswerten Erfolg.
Nachdem sie auch durch das zweite Major-Label zu keinem landesweiten Erfolg gekommen war, beschloss Sears Decca Records ebenfalls zu verlassen, um fortan nur noch unter Eigenregie Musik zu produzieren und Auftritte zu geben. In den Folgejahren arbeitet sie mit diversen Künstlern zusammen und war im 1996 veröffentlichten achten Studioalbum von Patty Loveless The Trouble with the Truth abermals als Backgroundsängerin vertreten. Des Weiteren war sie 1998 auch als Backup an Chad Brocks gleichnamigen Debütalbum beteiligt. 2001 veröffentlichte ihre langjährige Freundin Patty Loveless ihr elftes Studioalbum mit dem Titel Mountain Soul, auf dem sie Out of Control Raging Fire, das ursprünglich von Vince Gill und Dawn Sears gesungen wurde, coverte und als Duett mit Travis Tritt herausbrachte. Ein Jahr später brachte sie das Album Dawn Sears in Eigenregie heraus und war wieder des Öfteren an der Seite Gills zu hören; so unter anderem auch auf dessen am 11. Februar 2003 veröffentlichten Studioalbum Next Big Thing. Neben ihrer Musikkarriere begann Sears, die unter anderem auch eng mit Larry Gatlin befreundet war, jedoch auch die lange Zeit geplante Medizinkarriere. Statt Medizin zu studieren, startete sie noch in den 1990ern eine Ausbildung als Ästhetikerin und war danach bis zu ihrem Tod als lizenzierte klinische Ästhetikerin tätig, wobei sie mit der 1999 gegründeten Firma Skinsation, LLC sogar ihre eigene Hautpflegepraxis in Goodlettsville, ihrem späteren Heimatort, besaß; zuvor war der Firmensitz in Nashville.
In den letzten Jahren agierte Dawn Sears auch des Öfteren an der Seite ihres Ehemanns Kenny bei den Time Jumpers. Im Februar 2012 wurde bei ihr Lungenkrebs in einem späteren Stadium diagnostiziert. Im März 2013 wurde bereits das Stadium IIIB diagnostiziert, woraufhin sich die Sängerin zusätzlichen Therapien unterziehen musste. Dennoch war sie bis zuletzt im Juni 2014 regelmäßig im Einsatz; unter anderem auch bei zahlreichen Auftritten der vierfach für einen Grammy nominierten Time Jumpers. In der Nacht des 11. Dezember 2014 verlor Dawn Sears den zwei Jahre andauernden Kampf gegen die Krebserkrankung und verstarb 53-jährig im Krankenhaus von Gallatin, Tennessee. Sie hinterließ ihren Ehemann sowie die gemeinsame Tochter Tess.